# Liste der Monuments historiques in Nogent-l’Abbesse
Die Liste der Monuments historiques in Nogent-l’Abbesse führt die Monuments historiques in der französischen Gemeinde Nogent-l’Abbesse auf.

## Liste der Objekte
| Bezeichnung                       | Beschreibung            | Standort                       | Kennzeichnung | Schutzstatus    | Datum  | Bild |
| --------------------------------- | ----------------------- | ------------------------------ | ------------- | --------------- | ------ | ---- |
| Reiterskulptur Heiliger Caprasius | Holz, 15. Jahrhundert   | in der Kirche St-Pierre (Lage) | PM51001531    | Classé gelöscht | ? 1959 |      |
| Pietà                             | Stein, 17. Jahrhundert  | in der Kirche St-Pierre (Lage) | PM51000595    | Classé          | 1908   |      |
| Kirchenfenster                    | aus dem 16. Jahrhundert | in der Kirche St-Pierre (Lage) | PM51001532    | Classé gelöscht | ? 1959 |      |
| Grabmal mit Kreuzigungsrelief     | Stein, 16. Jahrhundert  | in der Kirche St-Pierre (Lage) | PM51000594    | Classé          | 1908   |      |